# William Beckmann
William Beckmann (nacido el 12 de mayo de 1881, fecha de su muerte desconocida) fue un luchador estadounidense que compitió en los Juegos Olímpicos de 1904 en Saint Louis. Su afiliación deportiva fue New West Side AC, New York (USA). 
Beckman ganó la medalla de plata olímpica en lucha libre en los Juegos Olímpicos de 1904 en Saint Louis. Él obtuvo el segundo lugar en categoría de peso, Libre 158lb masculino, detrás de su compatriota Charles Ericksen. Había diez participantes en la categoría de peso, todos de los EE. UU. Beckman a pesar de que obtuvo su medalla de plata en estos juegos, defendió su corona en 1904, habiendo ganado su único campeonato del AAU Championship en 1904 de 158 lbs.